# Baculentulus pseudonitidus
Baculentulus pseudonitidus är en urinsektsart som först beskrevs av Sören Ludvig Paul Tuxen och Imadaté 1975.  Baculentulus pseudonitidus ingår i släktet Baculentulus och familjen lönntrevfotingar. Inga underarter finns listade.